# James Edmund Harting
Pour les articles homonymes, voir Harting.
James Edmund Harting (né le 29 avril 1841 à Londres et mort le 16 janvier 1928 à Weybridge, dans le comté du Surrey) était un naturaliste et ornithologue anglais.

## Référence
- Ressource relative à la recherche :   - Biodiversity Heritage Library
- Notices d'autorité :   - VIAF
  - ISNI
  - BnF (données)
  - IdRef
  - LCCN
  - GND
  - Japon
  - Belgique
  - Pays-Bas
  - Israël
  - Vatican
  - Australie
  - WorldCat